# ドラッグリポジショニング
ドラッグリポジショニング（英: drug repositioning）または既存薬再開発とは、既存のある疾患に有効な治療薬から、別の疾患に有効な薬効を見つけ出すことである
。
ドラッグリポジショニングに使われる医薬品は、すでにヒトでの安全性や薬物動態の試験が済んでいるため、いくつかの試験をスキップでき、また薬剤の製造方法が確立しているため開発期間の短縮・研究開発コストを低減できる。しかし、その一方で目的とした効能以外での副作用の可能性も捨てきれない。高騰し続ける医薬品の価格の抑制に期待される。

## 手法
既存薬からの、未知の標的分子・作用機序の発見と新規効能の発見
薬は主作用の標的分子以外にも数多くの標的に作用し副作用の原因になるが、逆に別の疾患の治療に役立つ場合がある。
- 睡眠薬→多発性骨髄腫の治療薬（サリドマイド）

既存薬の既知の標的分子・作用機序からの、新規効能の発見
生体内の一つの機能分子や生物反応経路は複数の疾患に関与しているため、ある作用機序をもつ薬が異なる疾患の治療に役立つ場合がある。
- HIV治療薬→造血幹細胞の末梢血への動員促進剤（プレリキサフォル）
- 乳がん治療薬→骨粗しょう症治療薬（ラロキシフェン）

## 現状と課題
安全性が既に確認されていて既存の臨床データを活用可能。既存の研究資源を活用できるので新規投資が少なくてすむ。その一方で従来の目的外での未知の副作用の可能性、後発品による適応外使用対策等の課題が挙げられる。

## CTSA
アメリカの国立衛生研究所(NIH)では2008年に製薬会社から商品化されなかった化合物のデータベースを構築して新規薬効の探索を助ける。